# سکندمسا (آریزونا)
سکندمسا (به انگلیسی: Second Mesa) یک منطقهٔ مسکونی در ایالات متحده آمریکا است که در شهرستان ناواهو، آریزونا واقع شده‌است. سکندمسا ۱۰۳٫۹۶ کیلومتر مربع مساحت و ۹۶۲ نفر جمعیت دارد و ۱٬۷۳۷ متر بالاتر از سطح دریا واقع شده‌است.